# 국군의 날 (폴란드)
폴란드에서 국군의 날(Święto Wojska Polskiego)은 8월 15일이다. 1923년부터 기념된 폴란드 국군의 날은 1920년 폴란드-소비에트 전쟁 중 일어난 바르샤바 전투 승전을 기념하기 위해 8월 15일로 지정됐다. 1947년부터는 1943년의 레니노 전투를 기념하기 위해 10월 12일로 대신되었으나 1992년부터 8월 15일로 복구됐다. 폴란드에서는 성모 승천과 같은 날짜로서 기념된다.